# يلكلو
يلكلو هي قرية في مقاطعة مياندوآب، إيران. يقدر عدد سكانها بـ 154 نسمة بحسب إحصاء 2016.